# Typhonium bulbiferum
Typhonium bulbiferum là một loài thực vật có hoa trong họ Ráy (Araceae). Loài này được Dalzell miêu tả khoa học đầu tiên năm 1852.